# Бялкі (Воломінський повіт)
Бялкі (пол. Białki) — село в Польщі, у гміні Тлущ Воломінського повіту Мазовецького воєводства.
Населення — 256 осіб (2011).
У 1975-1998 роках село належало до Остроленцького воєводства.

## Демографія
Демографічна структура станом на 31 березня 2011 року:
|          | Загалом | Допрацездатний вік | Працездатний вік | Постпрацездатний вік |
| -------- | ------- | ------------------ | ---------------- | -------------------- |
| Чоловіки | 123     | 34                 | 81               | 8                    |
| Жінки    | 133     | 31                 | 67               | 35                   |
| Разом    | 256     | 65                 | 148              | 43                   |